# Nina Sakonskaïa
Nina Pavlovna Sakonskaïa (Ни́на Па́вловна Сако́нская) (pseudonyme d'Antonina Pavlovna Sokolovskaïa - née Gruschmann), née le 10/22 juin 1896 dans le village de Myssovaïa, près de Krasnoïarsk (gouvernement du Ienisseï, Empire russe), et morte le 7 juillet 1951 à Moscou (URSS), est une poétesse, autrice pour la jeunesse et femme de lettres russo-soviétique.

## Biographie
Elle naît dans une famille nombreuse. Son père, Pavel Alexandrovitch Gruschmann, ancien journaliste odessite, a fait fortune dans le pétrole : il est propriétaire d'une compagnie pétrolière à Bakou et a cofinancé une clinique de pédiatrie dans cette ville. Il est l'époux d'Alexandra Guérassimovna Maklyguina. Antonina passe son enfance à Bakou. Avec l'arrivée au pouvoir des bolchéviques le père est ruiné, tous ses biens ayant été confisqués, et le couple meurt rapidement après. Antonina, ses quatre sœurs et leur frère Sergueï sont recueillis par l'ancienne cuisinière de la famille qui leur donne nourriture et abri. Pour gagner leur vie, tout le monde ouvre une cantine dirigée par la cuisinière, dans ces temps d'infortune. Plus tard, Antonina part étudier au conservatoire de Moscou; ses sœurs et son frère trouveront aussi leur voie dans la musique. En 1922-1929, Antonina enseigne la musique à l'école musicale no 2 de Moscou. Elle prend le pseudonyme de Nina Sakonskaïa en souvenir d'une camarade de lycée morte dans sa jeunesse. Antonina se marie et après avoir donné naissance à un petit garçon, Sacha, elle se met à composer des vers pour enfants.
Au début de la Grande Guerre patriotique, en 1941, elle est évacuée à Elabouga, y donne des leçons de musique et fait la connaissance de Marina Tsvetaïeva. « Le dernier jour, Tsvetaïeva se trouvait chez Nina Sakonskaïa. Lidia Libedinskaïa se souvient que ce petit coin chaleureux que Sakonskaïa avait su créer à Elabouga dans une maison étrangère, plaisait beaucoup à Marina Tsvetaïeva. Dans un recoin pendait un suzani de Bakou, qu'elle avait apporté avec elle. Brodé sur du satin, c'était à la mode alors, il fallait en quelque sorte recouvrir les murs. Ce suzani était aussi gros qu'un tapis. En Orient, on laisse toujours une boucle inachevée, car si le travail s'arrête, la vie s'arrête aussi. Cette boucle se trouve sur tous les tapis faits à la main. Sakonskaïa a déclaré que ce suzani plaisait beaucoup à Tsvetaïeva. Il recouvrait aussi le matelas et à côté il y avait une lampe de table que Sakonskaïa avait également rapportée de Moscou.
Marina Tsvetaïeva aimait s'asseoir à la lumière de cette lampe sur fond de suzani. Nina Sakonskaïa se souvient de l'avant-dernière soirée. Et elle a aussi dit qu'elle avait essayé de la dissuader de partir. ».
Nina et son fils Alexandre Sokolovski ont accompagné le cercueil de Marina Tsvetaïeva au cimetière.
« Elle était sérieuse et triste parfois, mais espiègle. Un peu enfant, un peu adulte. Affectueuse et gentille. C'est exactement ce que sont les vrais poètes » (V. Prikhodko).
Elle meurt en 1951 d'un infarctus. Elle est enterrée au cimetière de la Présentation de Moscou (5e division).

## Œuvre
Les premières œuvres de Nina Sakonskaïa sont peu connues, bien qu'elle ait commencé à publier en 1912 et qu'elle ait fait partie de la chaîne des poètes de Bakou avant la Révolution d'Octobre. Elle est considérée comme expérimentatrice. Alexeï Kroutchenykh cite plusieurs exemples de ses poèmes dans son ouvrage «Сдвигология русского стиха: Трахтат обижальный и поучальный» (1923). Il remarque : « Peut-être que le futur chemin de la poétesse est un langage abstrus, avec toute sa richesse sonore et figurative. ».
En 1927, elle publie son livre pour enfants Ce livre qui te parle des quatre couleurs (Книжка эта про четыре цвета) qui est réédité de nombreuses fois. Grâce à cela de nombreux enfants ont appris à comprendre les noms et à distinguer les couleurs. Ses recueils de poèmes lyriques et humoristiques, ainsi que ses chansons pour jeunes enfants rencontrent le succès : À propos d'une baguette, d'une balle, et de toutes sortes de choses (1928), La Mer bleue (1940), Baie par baie (1949). Elle est aussi l'auteur de phrases de comptines enfantines (chrestomathiques).
«La chanson du métro» (musique de Leonid Polovinkine, 1948) demeure dans l'anthologie de la poésie russe soviétique. Son poème Nom de lumière (1949) décrit un exploit inspirant. En 1950, son Manteau du partisan, empreint de romantisme, décrit les combattants français pour la paix. Ses vers sur la guerre Mémoire et Fidélité (1942) et Le Destin d'un tambour (1947) sont inspirés par Arkadi Gaïdar.
Elle a écrit aussi une nouvelle L'Arbre qui chante («Поющее дерево», 1937) sur de jeunes violonistes que le pays chérit.  Bienvenue! est une nouvelle écrite avec son fils, Alexandre Skolovski (1925-1979), publiée en 1952 après sa mort.
Les livres pour enfants de Sakonskaïa continuent d'être édités de nos jours.

## Publications
- Саконская Н. П. Книжка эта про четыре цвета (Ce livre qui te parle des quatre couleurs), Moscou, 1927[12].
- Саконская Н. П. Про палочку, про мячиньку, про всякую всячинку (A propos d'une baguette, d'une balle, et de toutes sortes de choses), Moscou, 1928.
- Саконская Н. П. Кто ловчее? (Qui est le plus intelligent ?) (ill. Е. Ratchev), Moscou, 1930.
- Саконская Н. П. Витрины (Les Vitrines) (ill. М. Siniakova), Moscou, 1930
- Саконская Н. П. Как ножницы путешествовали (Comment voyagent les ciseaux) (ill. B. Ermolenk), Moscou, 1930.
- Саконская Н. П. Али и Аруська (Ali et Arouska) (ill. E. Zernov), Moscou, 1931.
- Саконская Н. П. Поющее дерево (L'Arbre qui chante), Moscou, 1937
- Саконская Н. П. Младший брат (Le Frère cadet), Moscou, 1939
- Саконская Н. П. Сине море (La Mer bleue) (ill. A. Bray), Moscou, 1940.
- Арнольд В. С., Зюзин Л. К., Саконская Н. П. В гостях у обезьян (Invités chez les singes), Moscou, 1942.
- Саконская Н. П. Память и верность (Mémoire et Fidélité), Moscou, 1942
- Саконская Н. П. Катя у медвежат (Katia chez les oursons) (ill. V.S. Arnold et L.K. Ziouzine), Moscou, 1943
- Саконская Н. П. Судьба барабанщика (Le Destin du batteur de tambour), Moscou, 1947
- Саконская Н. П. Светлое имя (Nom de lumière) (ill. E. Afanassiev, I. Kouznetsov), Moscou, 1949.
- Саконская Н. П. Ягодка по ягодке (Baie par baie) (ill. E. Afanassiev), Moscou, 1949.
- Саконская Н. П. Соколовский А. А. Плащ партизана (Le Manteau du partisan), Moscou, 1950
- Саконская Н. П., Соколовский А. А. Добро пожаловать! (Bienvenue!), Moscou, 1952
- Саконская Н. П. Волчок (Le Louveteau), Moscou, 1962.
- Саконская Н. П. Звёздная дорожка (La Piste d'étoiles) (ill. I. Arkhanguelskaïa), Moscou, 1966.
- Саконская Н. П. Здравствуй, пальчик! Как живёшь? (Bonjour, Poucet! Comment vas-tu?), Moscou, 1972.